# Bacino Aurora
Il bacino Aurora è un grande bacino subglaciale situato a nella parte settentrionale della Terra di Wilkes, a ovest della cima Dome C, che si estende in direzione nord-ovest fino a giungere sulla costa, nei pressi della piattaforma glaciale Shackleton. Assieme al bacino di Wilkes, il bacino Aurora è considerato uno dei più grandi bacino idrografici avente una superficie inferiore al livello del mare di tutta l'Antartide Orientale.
Una campagna di rilevamenti effettuata nel 2011 con radar capaci di penetrare il ghiaccio ha portato alla realizzazione della prima mappa ad alta risoluzione del bacino, una delle ultime regioni della Terra a non essere mai stata cartografata. Tale mappatura ha rivelato l'esistenza di alcuni dei più vasti fiordi e canali della Terra, talmente profondi che il loro fondale arriva 2000 m al di sotto del livello del mare.

## Storia
Il bacino Aurora è stato scoperto e mappato grazie a un programma di rilevazioni radar portato avanti congiuntamente dallo Scott Polar Research Institute, dalla National Science Foundation e dall'Università tecnica della Danimarca tra il 1967 e il 1979. In seguito esso è stato così battezzato dal  comitato consultivo dei nomi antartici in onore della SY Aurora, la nave usata nella spedizione Aurora, una spedizione di ricerca il cui nome ufficiale era Australasian Antarctic Expedition e che fu condotta nel 1911-1914 al comando del geologo australiano Douglas Mawson.

## Scioglimento
Proprio il fatto che parte del letto del bacino Aurora, in parte drenato dal ghiacciaio Totten, giace al di sotto del livello del mare potrebbe far sì che la calotta glaciale che ricopre il bacino sia soggetto al meccanismo conosciuto come "instabilità della calotta glaciale marina", un complesso fenomeno dovuto a diversi effetti del riscaldamento globale, tra cui la penetrazione di acqua calda all'interno di cavità presenti nella calotta, sia nella parte subaerea, fatto che riguarda l'acqua di disgelo, sia nella parte sottomarina, fatto che invece riguarda direttamente l'acqua marina e indirettamente l'acqua di disgelo.
Uno studio riportato su Nature Climate Change il 5 maggio 2014 afferma che il ghiaccio marino intrappolato nel bacino di Wilkes, anch'esso in parte drenato dal Totten, è a rischio di scioglimento nei prossimi 200 anni. Nel caso in cui tale processo non fosse arrestato, ciò porterebbe allo scioglimento anche della calotta glaciale che occupa il bacino Aurora e una grandissima parte del ghiaccio che compone la calotta glaciale dell'Antartide Orientale si sposterebbe in mare nei prossimi 5 000-10 000 anni, portando a un innalzamento globale del livello del mare di tre o quattro metri.